# Wolfgang Maibohm
Wolfgang Maibohm (* 11. Juli 1951 in Schwaan) ist ein ehemaliger Volleyballspieler und -trainer aus der DDR.
Maibohm spielte ab 1966 für den SC Traktor Schwerin, mit dem er von 1972 bis 1976 fünfmal DDR-Vizemeister hinter dem SC Leipzig wurde. 1977 beendeten die Schweriner die seit 1962 andauernde Erfolgsserie der Leipziger und gewannen den Meistertitel.
1968 debütierte Maibohm in der DDR-Juniorennationalmannschaft, mit der er 1969 den fünften Platz bei der Junioreneuropameisterschaft belegte. Ab 1971 gehörte Maibohm zur DDR-Nationalmannschaft. Bei den Olympischen Spielen 1972 in München gehörten mit Wolfgang Maibohm und dem noch jüngeren Wolfgang Löwe nur zwei Spieler zur DDR-Auswahl, die nicht 1970 bereits Weltmeister geworden waren. Im Olympiafinale 1972 unterlagen die DDR-Spieler gegen die japanische Mannschaft und erhielten die Silbermedaille.
Maibohm belegte mit der DDR-Auswahl in den 1970er Jahren den vierten Platz bei der Weltmeisterschaft 1974 und den siebten Platz bei der Europameisterschaft 1975. Bei der Weltmeisterschaft 1978 erreichte die DDR-Auswahl nicht mehr das Viertelfinale und belegte am Ende der Platzierungsspiele den neunten Platz.
Maibohm war gelernter Kabelmechaniker. Nach seinem Sportstudium an der DHfK war er Trainer des SC Traktor Schwerin und später des Schweriner SC. Im Januar 1992 wurde er von dem Bundesligisten entlassen. Später war er wieder Schweriner Trainer. Nach dem Bundesliga-Abstieg 1994 wechselte er mit der Mannschaft zum VfB Ludwigslust über, mit dem ihm 1995 der Aufstieg in die höchste deutsche Spielklasse gelang.
Maibohm hat sieben Geschwister, sein Bruder Alfred spielte ebenfalls in der DDR-Nationalmannschaft.